# Pholis

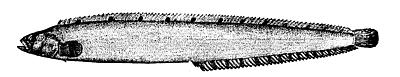
Pholis gunnellus

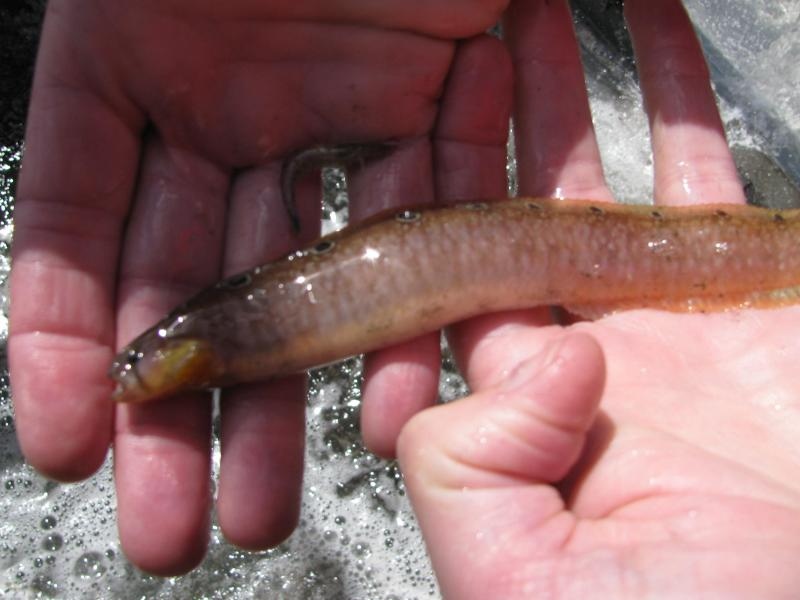
Pholis gunnellus capturat als Països Baixos.

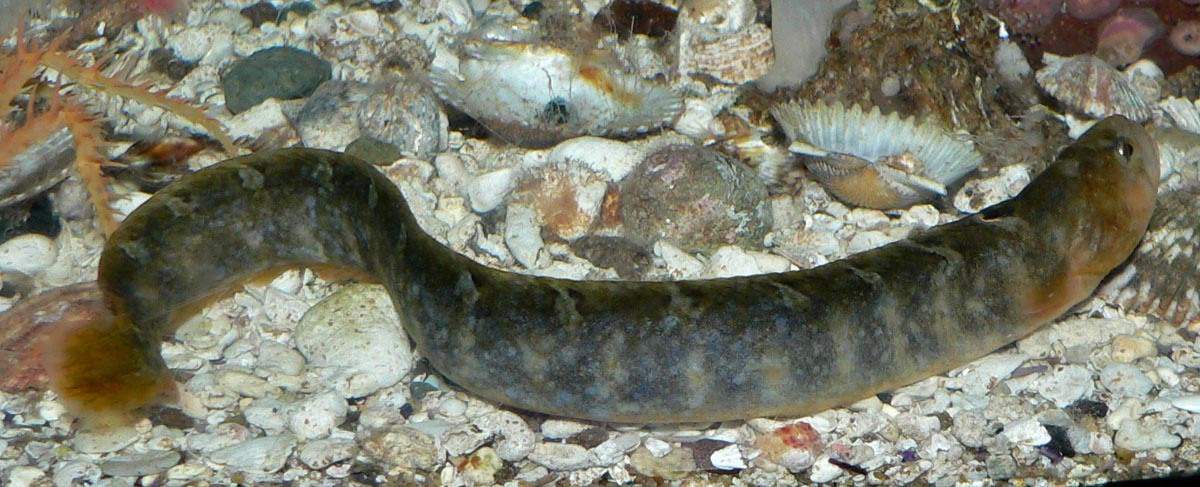
Pholis laeta

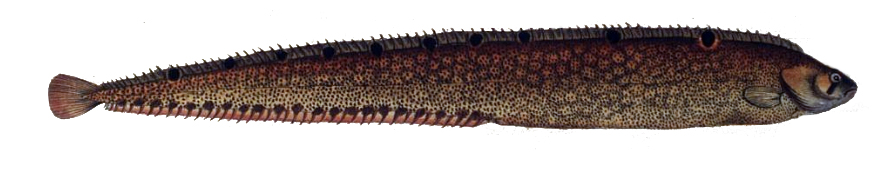
Pholis gunnellus (circa 1795-1797)

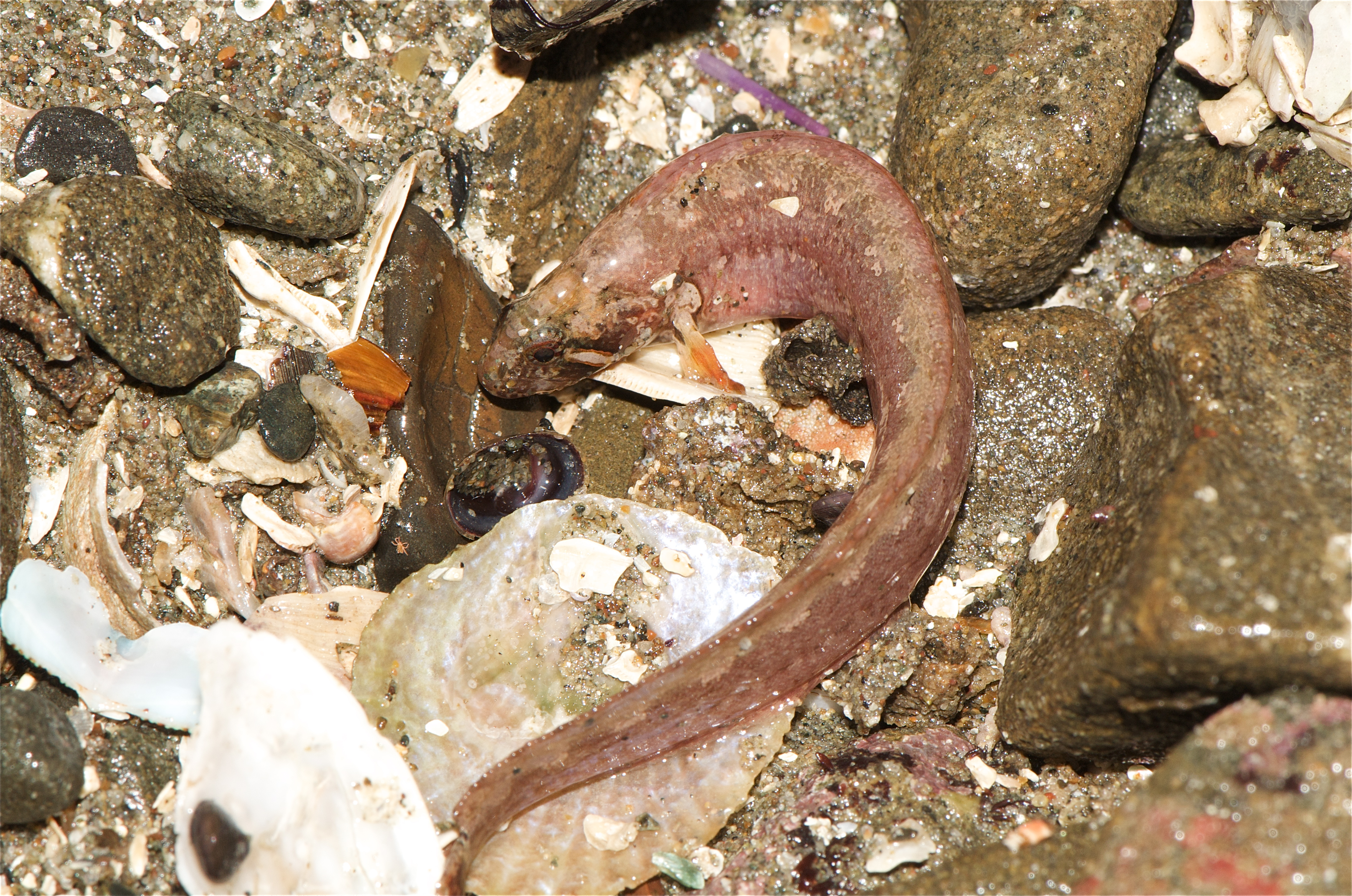
Pholis ornata

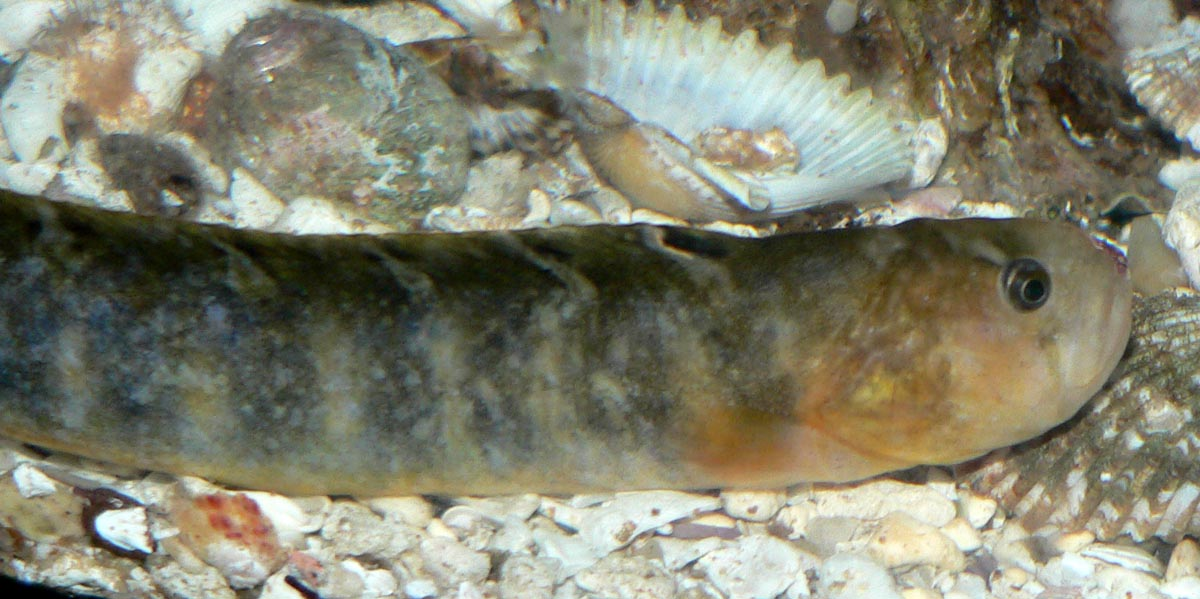
Pholis laeta

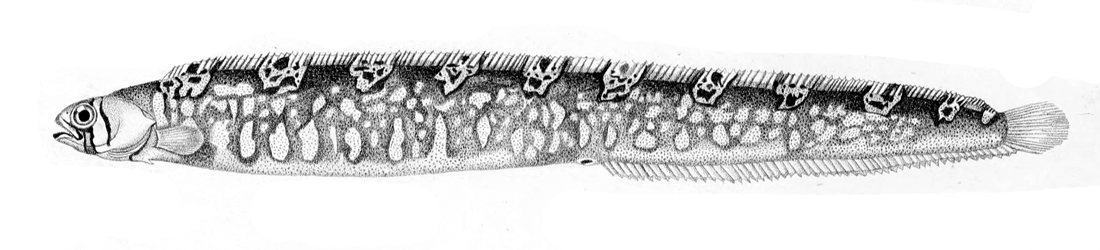
Pholis fasciata

Pholis és un gènere de peixos de la família dels fòlids i de l'ordre dels perciformes.

## Distribució geogràfica
Es troba a l'Atlàntic (des de l'Àrtic i la península de Kanin fins a la mar Blanca, el mar del Nord, la mar Bàltica, La Rochelle -França-, Islàndia, l'oest de Groenlàndia, la península del Labrador -el Canadà- i la badia de Delaware -els Estats Units-), el Pacífic oriental (des del mar de Bering, les illes Aleutianes i Alaska fins al nord de Califòrnia -els Estats Units-, incloent-hi la Colúmbia Britànica -el Canadà-) i el Pacífic nord-occidental (el sud-est de Kamtxatka, les illes Kurils, el mar del Japó, el Japó -com ara, l'illa de Hokkaido-, el nord del mar de la Xina Oriental, la península de Corea i des de la mar Groga fins a la mar de Bohai -la Xina-).

## Taxonomia
- Pholis clemensi (Rosenblatt, 1964)[77]
- Pholis crassispina (Temminck i Schlegel, 1845)[78]
- Pholis fangi (Wang & Wang, 1935)[79]
- Pholis fasciata (Bloch i Schneider, 1801)[80]
- Pholis gunnellus (Linnaeus, 1758)[81][18]
- Pholis laeta (Cope, 1873)[82]
- Pholis nea (Peden & Hughes, 1984)[83]
- Pholis nebulosa (Temminck i Schlegel, 1845)[78]
- Pholis ornata (Girard, 1854)[84]
- Pholis picta (Kner, 1868)[85]
- Pholis schultzi (Schultz, 1931)[86][87][88][89][90][91][92][93][94][95][96]

## Estat de conservació
Només Pholis nebulosa i Pholis ornata apareixen a la Llista Vermella de la UICN.